# Marco Veronese
Marco Veronese (Milano, 22 maggio 1976) è un allenatore di calcio ed ex calciatore italiano, di ruolo attaccante, tecnico del Ceahlăul.

## Biografia
È il fratello minore del giocatore Simone Veronese.
Nel dicembre 2005, durante uno scontro in allenamento, quando militava nel Pavia, colpisce con un pugno il compagno di squadra Riccardo Meggiorini, fratturandogli la mascella.

## Carriera

### Giocatore
Cresciuto nelle giovanili dell'Inter debutta in Serie A nella stagione 1994-1995 con 3 presenze.
Nella stagione 1995-1996 passa (assieme al fratello Simone proveniente dal Cagliari) alla Reggina in Serie B (16 presenze). La stagione successiva veste la maglia del Monza, con la quale ottiene la promozione in Serie B, e nel 1997-1998 quella del Prato entrambe in Serie C1.
Nel 1998-1999 torna in Serie B, prima con il Chievo, successivamente con l'Alzano Virescit. Dal 2000 al 2002 è protagonista con il Modena prima in Serie C1 e poi in Serie B per un totale di 44 presenze e 9 gol ottenendo, oltre alla promozione in Serie B dell'anno precedente, anche una in Serie A.
Passa quindi al Vicenza sempre in Serie B nella stagione 2002-2003 per poi accasarsi per due stagioni allo Spezia, militante in Serie C1. Dal 2005 al 2007 milita con il Pavia (56 presenze e 25 gol), per poi passare prima al Venezia e, poi, nella stagione 2008-2009 al Cesena, con la quale ottiene il primato nel girone A di Prima Divisione e la promozione in Serie B.
Nell'estate del 2009 l'attaccante firma un biennale con il Lecco.
Durante il mercato invernale del 2011 ritorna al Pavia, partecipante al campionato di Lega Pro Prima Divisione, dove disputa 8 gare e realizza una rete.
Nella stagione seguente rimane al Pavia, dove chiuderà con 9 presenza e una rete.
In carriera ha totalizzato 3 presenze in Serie A e 91 presenze segnando 5 reti in Serie B.

### Allenatore
Terminato di giocare, ha intrapreso l'attività di allenatore occupandosi della formazione Berretti sempre nella società lombarda. Il 6 dicembre 2013, dopo l'esonero di Alessio Pala, è stato chiamato alla guida della prima squadra e il 10 gennaio 2014 dopo tre giornate è stato sostituito da Patrizio Bensi.
Dal 28 giugno 2014 è allenatore in seconda del Monza in Lega Pro, come vice di Fulvio Pea. La stagione successiva segue lo stesso Pea sulla panchina della Cremonese. Nel 2017 affianca Gianni De Biasi sulla panchina della Nazionale albanese e poi dell'Alavés; nel marzo 2019 sostituisce Stefano Rossini alla guida della Vigor Carpaneto, formazione piacentina militante nel campionato di Serie D. Conduce i piacentini a un piazzamento di centroclassifica, e a fine stagione viene riconfermato; ciononostante, dopo pochi giorni chiede e ottiene la rescissione del contratto.
Il 23 luglio 2019 viene annunciato come nuovo allenatore della formazione Primavera del Parma Calcio. Ricopre la carica per due stagioni.
Il 21 ottobre 2021 viene annunciato come tecnico del Under-17 del Torino.

## Statistiche

### Statistiche da allenatore
Statistiche aggiornate al 2 marzo 2025.
| Stagione            | Squadra         | Campionato      | Campionato | Campionato | Campionato | Campionato | Coppe nazionali | Coppe nazionali | Coppe nazionali | Coppe nazionali | Coppe nazionali | Coppe continentali | Coppe continentali | Coppe continentali | Coppe continentali | Coppe continentali | Altre coppe | Altre coppe | Altre coppe | Altre coppe | Altre coppe | Totale | Totale | Totale | Totale | % Vittorie | Piazzamento |
| Stagione            | Squadra         | Comp            | G          | V          | N          | P          | Comp            | G               | V               | N               | P               | Comp               | G                  | V                  | N                  | P                  | Comp        | G           | V           | N           | P           | G      | V      | N      | P      | %          | Piazzamento |
| ------------------- | --------------- | --------------- | ---------- | ---------- | ---------- | ---------- | --------------- | --------------- | --------------- | --------------- | --------------- | ------------------ | ------------------ | ------------------ | ------------------ | ------------------ | ----------- | ----------- | ----------- | ----------- | ----------- | ------ | ------ | ------ | ------ | ---------- | ----------- |
| dic. 2013-gen. 2014 | Pavia           | 1D              | 4          | 1          | 1          | 2          | CI-LP           | -               | -               | -               | -               | -                  | -                  | -                  | -                  | -                  | -           | -           | -           | -           | -           | 4      | 1      | 1      | 2      | 25,00      | Ad interim  |
| mar.-giu. 2019      | Vigor Carpaneto | D               | 8          | 2          | 5          | 1          | CI-D            | -               | -               | -               | -               | -                  | -                  | -                  | -                  | -                  | -           | -           | -           | -           | -           | 8      | 2      | 5      | 1      | 25,00      | Sub., 8º    |
| 2024-2025           | Ceahlăul        | L2              | 17         | 6          | 5          | 6          | CR              | 3               | 0               | 1               | 2               | -                  | -                  | -                  | -                  | -                  | -           | -           | -           | -           | -           | 20     | 6      | 6      | 8      | 30,00      |             |
| Totale carriera     | Totale carriera | Totale carriera | 29         | 9          | 11         | 9          |                 | 3               | 0               | 1               | 2               |                    |                    |                    |                    |                    |             |             |             |             |             | 32     | 9      | 12     | 11     | 28,13      |             |

## Palmarès

### Giocatore

#### Competizioni nazionali
- Campionato italiano Serie C1: 2

Modena: 2000-2001
Cesena: 2008-2009
- Supercoppa di Lega di Serie C: 1

Modena: 2001
- Coppa Italia Serie C: 1

Spezia: 2004-2005